# Ådals-Lidens distrikt
Ådals-Lidens distrikt är ett distrikt i Sollefteå kommun och Västernorrlands län. Distriktet ligger omkring Näsåker i västra Ångermanland. 

## Tidigare administrativ tillhörighet
Distriktet inrättades 2016 och utgörs av Ådals-Lidens socken i Sollefteå kommun.
Området motsvarar den omfattning Ådals-Lidens församling hade 1999/2000.

## Tätorter och småorter
I Ådals-Lidens distrikt finns en tätort och en småort.

### Tätorter
- Näsåker

### Småorter
- Åsmon